# Pseudoarcte albicollis
Pseudoarcte albicollis är en fjärilsart som beskrevs av Clench 1955. Pseudoarcte albicollis ingår i släktet Pseudoarcte och familjen nattflyn. Inga underarter finns listade i Catalogue of Life.